# Sargocentron tiere
Sargocentron tiere är en fiskart som först beskrevs av Cuvier 1829.  Sargocentron tiere ingår i släktet Sargocentron och familjen Holocentridae. Inga underarter finns listade i Catalogue of Life.